# Hepcydyna
Hepcydyna – hormon peptydowy, który produkowany jest w wątrobie i odgrywa kluczową rolę w regulacji homeostazy żelaza w organizmie ludzkim i innych ssaków. 
Zlokalizowany na chromosomie 19. gen HAMP (19q13.12) jest genem kodującym ten hormonalny peptyd. Nazwa genu pochodzi od skrótu ang. nazwy Hepcidin AntiMicrobial Peptide. Angielską nazwę "hepcidin" utworzono ze słów Hepatic Bactericidal Protein.

## Struktura
Preprohormon, prohormon i właściwy hormon hepcydyny są zbudowane odpowiednio z 84, 60 i 25 aminokwasów. W moczu odnaleziono również postacie 20, 22 i 24-aminokwasowe, lecz ich znaczenie nie zostało ustalone. Region N-terminalny jest niezbędny dla aktywności hormonu, zatem jego utrata pociąga utratę tej aktywności.
Hormon posiada strukturę β-harmonijki i zawiera w swojej budowie aż 4 mostki dwusiarczkowe.

## Funkcja
Hepcydyna jest bezpośrednim inhibitorem ferroportyny, białka które transportuje żelazo poza komórki je magazynujące. Ferroportyna jest obecna na enterocytach i makrofagach. Poprzez zahamowanie ferroportyny hepcydyna hamuje transport żelaza z enterocytów do systemu żyły wrotnej wątrobowej, w ten sposób redukując wchłanianie żelaza. Wyjście żelaza z makrofagów jest również blokowane poprzez zahamowanie ferroportyny. W ten sposób hepcydyna posiada kluczowe znaczenie dla homeostazy żelaza. Prowadzone są próby wykorzystania agonistów hepcydyny w leczeniu hemochromatozy, talasemii i czerwienicy.

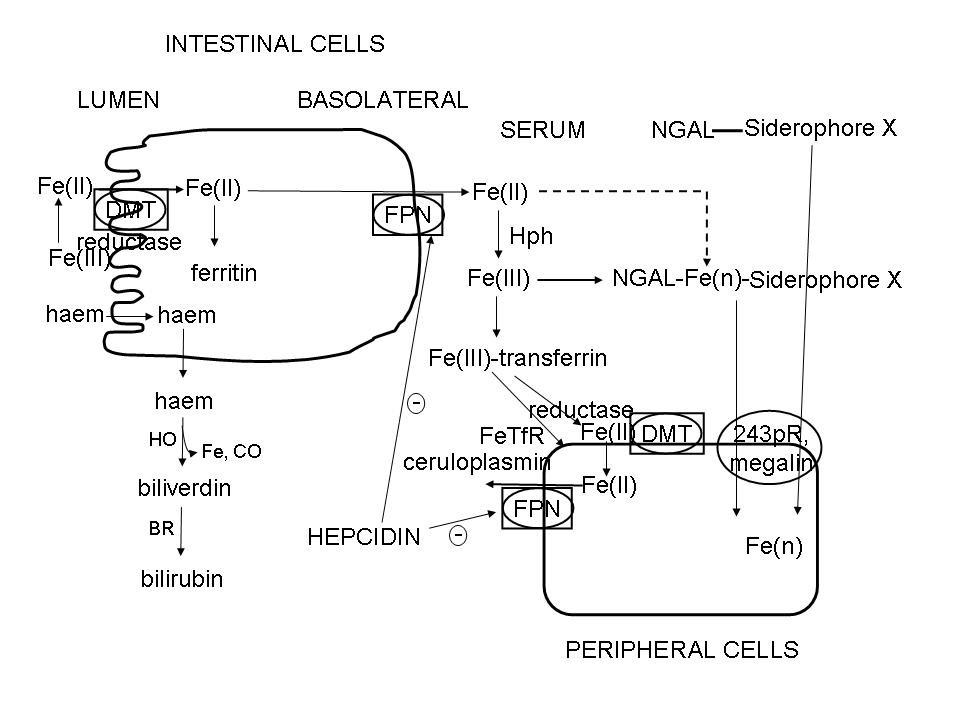
Rola hepcydyny w metabolizmie żelaza u ssaków

Kilka rodzajów mutacji w hepcydynie doprowadza do rozwoju hemochromatozy młodzieńczej, aczkolwiek za większość przypadków tej choroby odpowiedzialne są mutacje w genie hemojuweliny, regulatora produkcji hepcydyny.
Przeciwgrzybicza aktywność hepcydyny jest dość jasno wyrażona, czego nie można powiedzieć o aktywności przeciwbakteryjnej. Nowe doniesienia naukowe wskazują, że hepcydyna jest hormonem o kluczowej roli w regulacji homeostazy żelaza.

## Historia
Choć hepcydyna spełnia ważną rolę w metabolizmie żelaza, to została odkryta w 2000 roku jako peptyd LEAP-1 (ang. Liver-Expressed Antimicrobial Protein) podczas poszukiwań naturalnych substancji przeciwbakteryjnych. W sposób niezależny, badacze poszukujący substancji o działaniu przeciwbakteryjnym, w laboratoriach Tomasa Ganza i Alexandra Krause odkryli peptyd związany z zapaleniem i nazwali go hepcydyną, po stwierdzeniu że jest on produkowany w wątrobie ("hep-" od łac. hepar) oraz zaobserwowaniu jego bakteriobójczych właściwości ("-cid-"). Badacze obu grup koncentrowali swoją uwagę na przeciwbakteryjnych właściwościach tego peptydu.
Wkrótce po odkryciu badacze stwierdzili, że produkcja hepcydyny u myszy zwiększa się w warunkach przeładowania żelazem, a także w zapaleniu. Myszy zmodyfikowane genetycznie w kierunku zwiększenia ekspresji hepcydyny ginęły wkrótce po urodzeniu z ciężkim niedoborem żelaza, co znów zasugerowało kluczową rolę hormonu w regulacji gospodarki żelazem. Pierwsze oznaki wiążące hepcydynę z kliniczną jednostką chorobową określaną jako niedokrwistość z zapalenia lub jako niedokrwistość chorób przewlekłych pojawiły się w laboratorium Nancy Andrews w Bostonie, gdzie naukowcy zbadali wycinki tkanek dwóch pacjentów z guzem wątroby, przejawiających objawy ciężkiej niedokrwistości mikrocytarnej, opornej na suplementację żelaza. Okazało się, że tkanka guza produkowała znaczne ilości hepcydyny i zawierała znaczne ilości jej mRNA. Chirurgiczne usunięcie guzów doprowadziło do cofnięcia się anemii.
Powyższe fakty sugerują, iż hepcydyna reguluje uwalnianie żelaza w ustroju.